# روش (قديس)

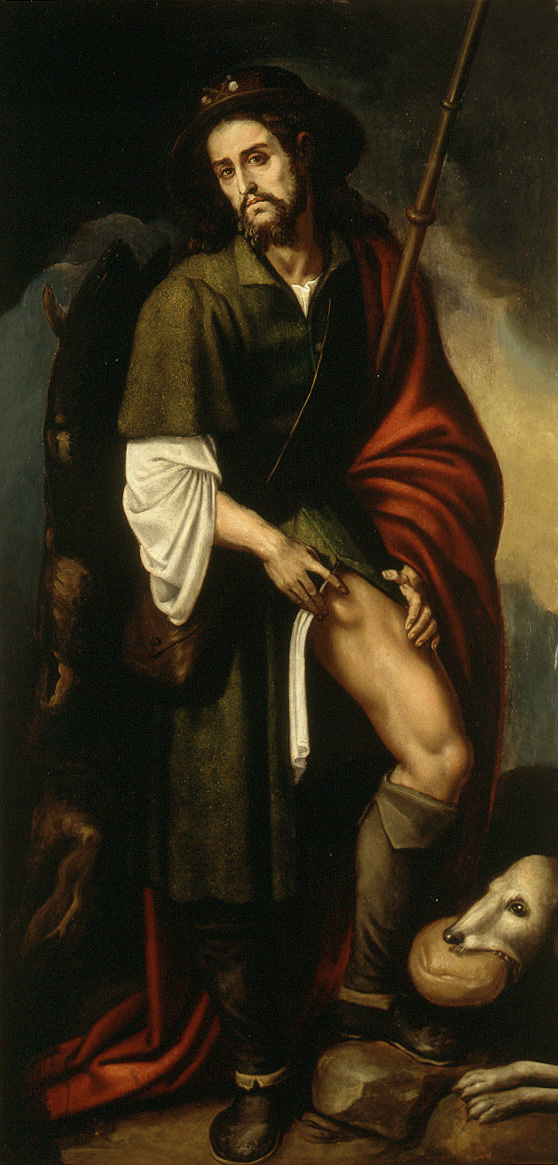
القديس روش

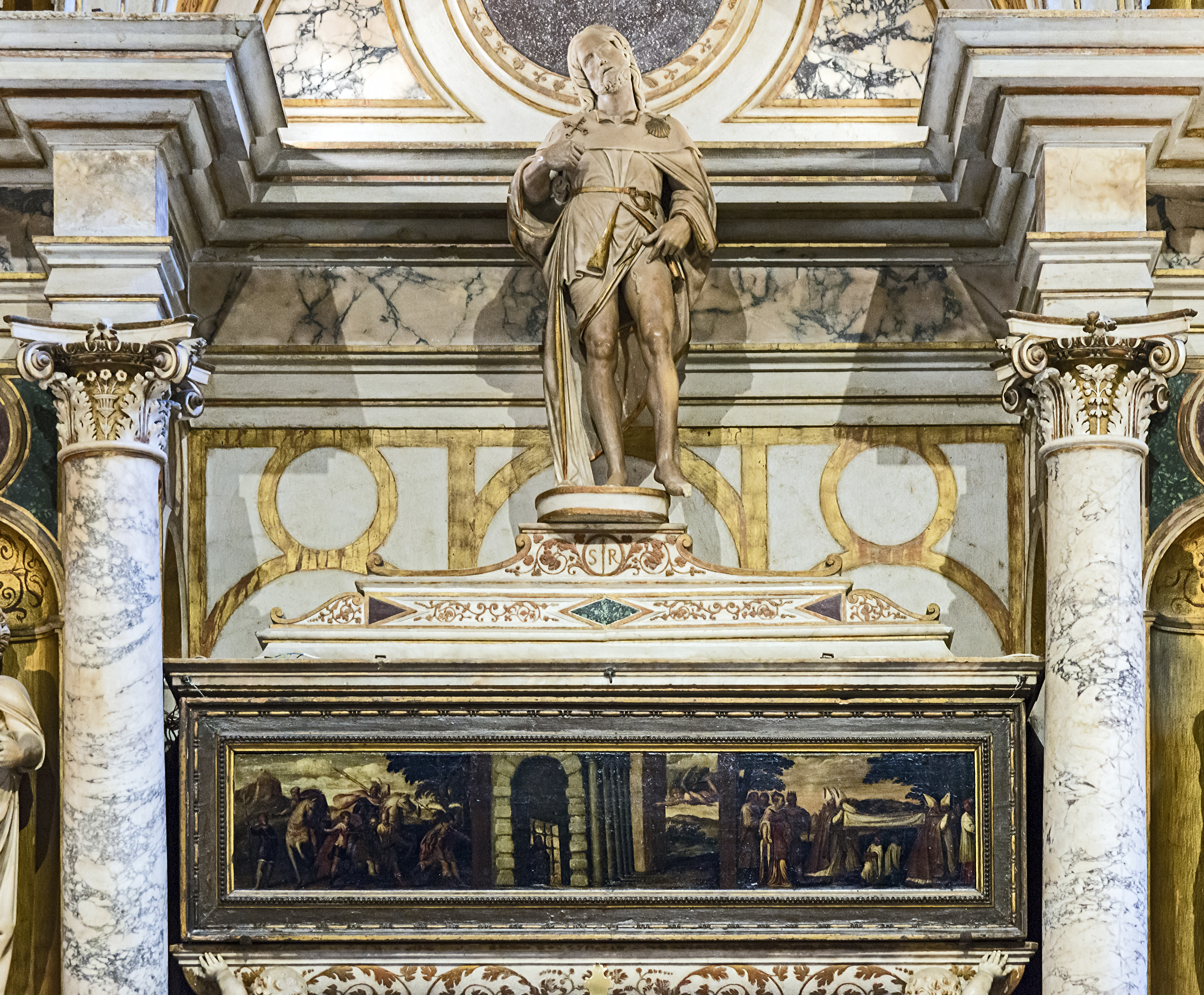

القديس روش (بالفرنسية: Roch de Montpellier)‏ ‏(1295 مونبلييه - 16 اغسطس 1327) هو قديس كاثوليكي، يُحتفل سنوياً بيوم وفاته في 16 اغسطس. وقد أعلن أنه جاء خصيصاً من أجل الطاعون الأسود. يُسمى أيضاً روك بالانجليزية، ويُسمى في غلاسكو في اسكتلندا بالقديس روليكس.